# Texas Flood
| 전문가 평가                   | 전문가 평가 |
| 평가 점수                     | 평가 점수   |
| 출처                          | 점수        |
| ----------------------------- | ----------- |
| AllMusic                      | [ 1 ]       |
| Encyclopedia of Popular Music | [ 2 ]       |
| Entertainment Weekly          | B+          |
| MusicHound Blues              | 3.5/5       |
| Rolling Stone                 | [ 5 ]       |
| The Rolling Stone Album Guide | [ 6 ]       |
| The Village Voice             | B           |
| Classic Rock                  | [ 8 ]       |

《Texas Flood》는 에픽 레코드가 1983년 6월 13일에 발매한 미국의 블루스 록 밴드 스티비 레이 본 & 더블 트러블의 데뷔 스튜디오 음반이다. 이 음반은 1958년 블루스 가수 래리 데이비스가 처음 녹음한 음반 《Texas Flood》에 수록된 커버의 이름을 따서 붙여졌다. 밴드이자 녹음 엔지니어인 리처드 멀린이 프로듀싱한 《Texas Flood》는 로스앤젤레스에 있는 잭슨 브라운의 개인 녹음 스튜디오에서 3일 동안 녹음되었다. 본은 이 음반의 10곡 중 6곡을 작곡했다.
두 개의 싱글, 〈Love Struck Baby〉와 〈Pride and Joy〉가 음반에서 발매되었다. 뮤직 비디오는 〈Love Struck Baby〉를 위해 만들어졌고 1983년 MTV에서 정규 로테이션을 받았다. 《Texas Flood》는 1983년 9월 23일 캘리포니아주 할리우드의 팰러스에서 인터뷰 부분, 스튜디오 결과물, 그리고 3개의 라이브 트랙을 포함한 5개의 보너스 트랙과 함께 1999년에 재발행되었다. 이 음반은 2013년에 재발매되었고, 두 장의 CD가 음반의 30주년을 기념하여 발매되었다. 디스크 1은 보너스 트랙 〈Tin Pan Alley〉가 있는 오리지널 음반이다. 디스크 2는 1983년 10월 20일 펜실베이니아주 필라델피아에 있는 리플리 뮤직 홀에서 녹음된 미공개 콘서트이다.
《Texas Flood》는 딥 블루스 사운드와 본의 작곡을 칭찬하는 비평가들과 함께 긍정적인 평가를 받았고, 일부 사람들은 이 음반이 주류 록에서 너무 멀리 떨어져 있다고 비판했다. 올뮤직의 회고적인 리뷰는 그것에 5개의 별 중 5개를 주었다.

## 배경
스티비 레이 본 & 더블 트러블은 1982년 7월, 몽트뢰 재즈 페스티벌에서 공연을 했고 음악가 잭슨 브라운의 관심을 끌었다. 그는 그 밴드를 그의 로스앤젤레스 녹음실에서 3일 동안 무료로 사용할 수 있게 해 주었다. 추수감사절 주말 동안 그들은 브라운의 제안을 받아들여 데모를 녹음했다. 이 음반은 많은 다른 음반들 중에서 아레사 프랭클린, 밥 딜런, 브루스 스프링스틴과 같은 가수들을 발견한 음반 제작자 존 해먼드가 들었다. 그는 에픽 레코드의 A&R 책임자인 그레그 겔러에게 데모를 보여주고 녹음 계약을 주선했다.

## 녹음 및 제작
제작 첫날에는 장비 설치 작업이 크게 수반되었기 때문에 《Texas Flood》는 이틀 만에 오버더빙 없이 녹음되었다. 1983년 초, 이 밴드가 에픽과 계약한 후, 그들은 음반을 재주장하기 위해 65,000달러의 선급금을 받았다. 그 음반은 뉴욕에서 혼합되어 마스터 되었다. 녹음은 1983년 6월에 《Texas Flood》로 발매되었다.
베이시스트 토미 섀넌은 "그곳은 콘크리트 바닥과 깔개가 깔린 커다란 창고일 뿐이었습니다. 마침 작은 코너를 찾아서 동그랗게 원을 그리며 서로의 음악을 듣고 라이브 밴드처럼 연주했습니다."라고 말했다.

## 곡 목록
모든 곡들은 특별한 언급이 없는 한 스티비 레이 본에 의해 작사/작곡하였다.
| #  | 제목                 | 작사·작곡                                                | 재생 시간 |
| -- | -------------------- | -------------------------------------------------------- | --------- |
| 1. | 〈Love Struck Baby〉 |                                                          | 2:19      |
| 2. | 〈Pride and Joy〉    |                                                          | 3:39      |
| 3. | 〈Texas Flood〉      | 래리 데이비스, 조셉 웨이드 스콧                          | 5:21      |
| 4. | 〈Tell Me〉          | 하울링 울프                                              | 2:48      |
| 5. | 〈Testify〉          | 로널드 아이슬리, 오켈리 아이슬리 주니어, 루돌프 아이슬리 | 3:20      |

| #  | 제목                       | 작사·작곡       | 재생 시간 |
| -- | -------------------------- | --------------- | --------- |
| 1. | 〈Rude Mood〉              |                 | 4:36      |
| 2. | 〈Mary Had a Little Lamb〉 | 버디 가이       | 2:46      |
| 3. | 〈Dirty Pool〉             | 도일 브램홀, 본 | 4:58      |
| 4. | 〈I'm Cryin'〉             |                 | 3:41      |
| 5. | 〈Lenny〉                  |                 | 5:00      |

## 인증
| 국가                                                                                         | 인증        | 판매량/출하량 |
| -------------------------------------------------------------------------------------------- | ----------- | ------------- |
| 캐나다 (뮤직 캐나다)                                                                         | 플래티넘    | 100,000^      |
| 프랑스 (SNEP)                                                                                | 골드        | 100,000*      |
| 뉴질랜드 (RMNZ)                                                                              | 골드        | 7,500^        |
| 영국 (BPI)                                                                                   | 실버        | 60,000        |
| 미국 (RIAA)                                                                                  | 2× 플래티넘 | 2,000,000^    |
| *판매량을 기반으로 한 인증 · ^출하량을 기반으로 한 인증 · 판매량+스트리밍을 기반으로 한 인증 |             |               |